# Rinko Kikuchi
Rinko Kikuchi (菊地 凛子) (născută Yuriko Kikuchi (菊地 百合子, Kikuchi Yuriko, n. 6 ianuarie 1981, Hadano, Japonia) este o actriță japoneză.
A fost prima actriță japoneză nominalizată la un premiu Oscar în 50 de ani, pentru munca ei în Babel (2006). Printre alte filme notabile ale lui Kikuchi se numără Norwegian Wood⁠(d) (2010), care a fost proiectat în competiție la cea de a 67-a ediție a Festivalului de Film de la Veneția și filmul științifico-fantastic de acțiune al lui Guillermo del Toro, Cercul de foc (2013). Pentru rolul ei din filmul dramă Kumiko, the Treasure Hunter⁠(d) (2014), Kikuchi a primit o nominalizare la Premiile Independent Spirit pentru cea mai bună interpretare feminină. În 2022 a jucat ca polițist HBO Max Tokyo Vice⁠(d)